# Wiluna Shire
Wiluna Shire är en kommun i regionen Mid West i Western Australia i Australien. Kommunen har en yta på 182 156 km², och en folkmängd på 1 159 enligt 2011 års folkräkning. Huvudort är Wiluna.